# Парк мелового периода
«Парк мелового периода» (исп. Parque Cretácico) — тематический парк, расположенный в городе Сукре, столице Боливии. Наиболее характерными элементами парка являются модели динозавров мелового периода и смотровая площадка с видом на палеонтологический памятник Каль Орко, крупнейшее палеонтологическое место в мире со скалой высотой 70 м и длиной 1 км, на которой сохранились тысячи следов динозавров из позднего мела. Главная достопримечательность Сукре, ежегодно его посещают 150 тыс. человек.

## Описание
Парк представляет собой образовательную основу для посещения скалы Каль Орко, на которой сохранились 12 тыс. окаменевших следов 294 видов динозавров, обитавших в поздний меловой период. В парке представлено аудиовизуальное шоу, воссоздающее звуки динозавров. В искусственных водоёмах, между деревьями и в устрашающих позах на холме располагаются модели динозавров в натуральную величину, среди которых посетители могут проходить сами или с гидами.

## Аттракционы

### Лестница времени
Подъём в парк, расположенный на холме, который служит смотровой площадкой на утёс Каль Орко, осуществляется по лестнице с иллюстрированными стенами с временной линией, которая заканчивается на холме с верхним меловым периодом.

### Модели доисторических животных
Среди моделей динозавров в парке представлены птерозавр, игуанодон, карнотавр, титанозавр, тираннозавр, гадрозавр. Посетители могут проходить между конечностями крупных динозавров, например, между конечностей титанозавра проходит парковая дорожка. Среди других животных есть модели водных ящеров, таких как мозазавр, располагающиеся в искусственных водоёмах.

### Смотровая площадка
В самой высокой части парка находится смотровая площадка, с которой можно увидеть часть широкого утёса, на котором отпечатались следы динозавров, с этой точки обзора можно использовать смотровые стекла для детального наблюдения.